# Bảo tàng Vùng Sadowne
Bảo tàng Vùng Sadowne (tiếng Ba Lan: Muzeum Ziemi Sadowieńskiej) là một bảo tàng của chính quyền địa phương, có địa chỉ ở số 74 Phố Kościuszki, Sadowne, Ba Lan.

## Lược sử hình thành
Bảo tàng Vùng Sadowne được thành lập vào năm 1978 theo sáng kiến của Bogusław Kić. Trong một thời gian dài, Bảo tàng không có chủ sở hữu hợp pháp. Ngày 18 tháng 5 năm 1999, chính quyền địa phương thông qua nghị quyết tiếp quản Bảo tàng.

## Triển lãm
Những đồ vật được trưng bày trong Bảo tàng Vùng Sadowne phần lớn là quà tặng của cư dân các khu vực xung quanh trong nhiều thập niên. Những nhà tài trợ này được ghi danh trên các tấm bảng treo trong các cuộc triển lãm. Bảo tàng Vùng Sadowne tổ chức cả triển lãm thường xuyên và triển lãm tạm thời.

### Triển lãm thường xuyên
- Đá và khoáng chất trong đất của Ba Lan
- Đồ trang trí lò sưởi của Ba Lan
- Truyền thống pha cà phê và trà ở Ba Lan
- Cổ vật trong thời kỳ đồ đá

### Triển lãm tạm thời
- Một triển lãm dành cho các hiện vật và kỷ vật của Mirosław Stempczyński
- Thành tích săn bắn của Krzysztof Kądziela, một thành viên của Hiệp hội săn bắn "Kszyk"
- Nhạc cụ dân tộc và các loại nhạc cụ khác
- Triển lãm dệt và chế biến vải lanh
- Triển lãm các tác phẩm của nhà điêu khắc Artur Szydlik
- Từ Biển Baltic đến Roztocze